# Фахад аль-Мірдасі
Фахад Аль-Мірдасі (араб. فهد المرداسي; нар. 16 серпня 1985 року, Ер-Ріяд, Саудівська Аравія) — футбольний арбітр із Саудівської Аравії. Арбітр ФІФА з 2011 року. Крім роботи арбітром також працює вчителем в Ер-Ріяді.

## Кар'єра
З 2009 обслуговує матчі чемпіонату Саудівської Аравії.
З 2011 арбітр ФІФА. 14 грудня 2011 відсудив свій перший матч між національними збірними Палестини та Лівії.
2015 судив матчі Кубка Азії.
У травні-червні 2015 обслуговував матчі молодіжного чемпіонату світу, зокрема  і фінальний матч між збірними Сербії та Бразилії.
Влітку 2016 обслуговував матчі чоловічого Олімпійського турніру в Ріо-де-Жанейро.
Влітку 2017 обслуговував матчі Кубка конфедерацій, що проходив у Росії.
У квітні 2018 довічно дискваліфікований ФФ СА за договірні матчі після спроби зорганізувати подібне у фіналі Кубку короля «Аль-Іттіхад» — «Аль-Фейсалі».

## Матчі національних збірних
| Дата              | Збірні                      | Рахунок | Турнір                       | ЖК | YK · YK · RK | RK |
| ----------------- | --------------------------- | ------- | ---------------------------- | -- | ------------ | -- |
| 14 грудня 2011    | Палестина – Лівія           | 1 – 1   | Пан-Арабські ігри            | 5  | 0            | 1  |
| 2 березня 2013    | Індія – Китайський Тайбей   | 2 – 1   | Кваліфікація Кубка Азії 2014 | 0  | 0            | 0  |
| 6 березня 2013    | Китайський Тайбей – Гуам    | 0 – 3   | Кваліфікація Кубка Азії 2014 | 8  | 0            | 0  |
| 18 березня 2013   | Катар – Таїланд             | 1 – 0   | Товариський матч             | 1  | 0            | 1  |
| 9 вересня 2013    | ОАЕ – Нова Зеландія         | 2 – 0   | Товариський матч             | 1  | 0            | 1  |
| 9 листопада 2013  | ОАЕ – Філіппіни             | 4 – 0   | Товариський матч             | 0  | 0            | 0  |
| 5 березня 2014    | Катар – Бахрейн             | 0 – 0   | Кваліфікація Кубка Азії 2015 | 3  | 0            | 1  |
| 20 листопада 2014 | ОАЕ – Ірак                  | 2 – 0   | Кубок націй Перської затоки  | 4  | 0            | 0  |
| 12 січня 2015     | Йорданія – Ірак             | 0 – 1   | Кубок Азії                   | 7  | 1            | 0  |
| 17 січня 2015     | Оман – Кувейт               | 1 – 0   | Кубок Азії                   | 3  | 0            | 0  |
| 22 січня 2015     | Південна Корея – Узбекистан | 2 – 0   | Кубок Азії                   | 4  | 0            | 0  |
| 2 серпня 2015     | Китай – Південна Корея      | 0 – 2   | Кубок Східної Азії           | 3  | 0            | 0  |
| 12 листопада 2015 | Сінгапур – Японія           | 0 – 3   | Кваліфікаціяя ЧС 2018        | 3  | 0            | 0  |
| 29 березня 2016   | Філіппіни – Північна Корея  | 3 – 2   | Кваліфікаціяя ЧС 2018        | 3  | 0            | 0  |
| 7 жовтня 2016     | Оман – Йорданія             | 1 – 1   | Товариський матч             | 3  | 0            | 0  |
| 15 листопада 2016 | Південна Корея – Узбекистан | 2 – 1   | Кваліфікаціяя ЧС 2018        | 2  | 0            | 0  |
| 24 червня 2017    | Мексика – Росія             | 2 – 1   | Кубок конфедерацій           | 6  | 1            | 0  |
| 2 липня 2017      | Португалія – Мексика        | 2 – 1   | Кубок конфедерацій           | 4  | 2            | 0  |